# رشته قنات سراج‌آباد
رشته قنات سراج آباد مربوط به سده‌های متاخر اسلامی است و در شهرستان پاسارگاد، بخش مرکزی، شمال شهر سعادت‌شهر، شمال محله سراج‌آباد واقع شده و با شمارهٔ ثبت ۲۶۶۴۲ به‌عنوان یکی از آثار ملی ایران به ثبت رسیده است.